# Soquel (Californie)
Soquel est une census-designated place du comté de Santa Cruz, dans l'État de Californie, aux États-Unis,. En 2020, elle compte une population de 9 980 habitants.